# Stop the Bitch Campaign: Hell Version
Stop the Bitch Campaign: Hell Version (援助交際撲滅運動 地獄変?, Enjo-kōsai bokumetsu undō: jigoku-hen) è un film del 2004, diretto da Kōsuke Suzuki e interpretato dalla pornostar Sora Aoi. È tratto dal manga Another one bites the dust di Tetsuya Koshiba e Hideo Yamamoto.
È la seconda parte di una trilogia iniziata nel 2001 con Stop the Bitch Campaign e proseguita nel 2009 con Enjo-kōsai bokumetsu undō.

## Trama
In un love hotel di Tokyo un gruppo di ragazze liceali soddisfa i desideri perversi dei clienti. Tra le ragazze c'è Aoi, che interviene in caso di necessità armata di un dissuasore elettrico. Aoi cerca inoltre tra i clienti l'uomo che l'ha stuprata anni prima.
Nel love hotel arriva Kuni, un folle maniaco che si diverte a stuprare e umiliare le ragazze inserendo una serie di ortaggi nelle loro vagine. Presto Kuni scatena il panico tra le ragazze, e Aoi tenta in tutti i modi di bloccarlo. Appurato che è lui l'uomo che l'ha stuprata, Aoi ingaggia con esso una furiosa lotta, ma soccombe e viene nuovamente stuprata. In sua difesa interviene però un cameriere, segretamente innamorato di lei, che colpisce alla testa Kuni, facendolo svenire, quindi avvicina un frullatore al pene dell'uomo e lo attiva.
Aoi esce dal love hotel e armata di un bazooka lo distrugge.